# (553137) 2011 BM170
(553137) 2011 BM170 est un objet transneptunien d'un diamètre estimé à 280 km, ce qui le qualifie comme un candidat au statut de planète naine.